# 松山町 (長崎市)
松山町（まつやままち）は、長崎県長崎市の町名。郵便番号852-8118。  

## 地理
浦上川の中流左岸の海岸沿いに位置する。北で大橋町、東で岡町、南で川口町・茂里町、南西で宝栄町、西で浦上川を跨いで城山町・城栄町・油木町と接している。長崎市内でもスポーツ施設が集まる地域である。

### 河川
- 浦上川

## 歴史
長崎市編入以前は西彼杵郡浦上山里村の一部であり、当地は中野郷の一部であった。1920年に長崎市に編入され、同市中野郷となり、1923年に町名設置により中野郷が廃止され、設置された5町の一として松山町が発足する。1940年、現在の国道206号より西側の部分が駒場町として分立し、1964年、住居表示により駒場町を再編入し現在の町域となる。駒場町は現在の運動公園や県営球場の部分にあたり、現在では人家はほぼないが、戦前は住宅地であった。

## 世帯数と人口
2022年（令和4年）1月31日現在の世帯数と人口は以下の通りである。
| 町丁   | 世帯数  | 人口  |
| ------ | ------- | ----- |
| 松山町 | 174世帯 | 288人 |

## 小・中学校の学区
市立小・中学校に通う場合、学区は以下の通りとなる。
| 番地 | 小学校             | 中学校           |
| ---- | ------------------ | ---------------- |
| 全域 | 長崎市立城山小学校 | 長崎市立淵中学校 |

## 交通

### 鉄道
- 長崎電気軌道平和公園停留場

### バス
- 長崎バス
- 長崎県営バス

### 道路
- 新浦上街道
- 国道206号

## 施設
- 長崎県営野球場
- テニスコート
- ソフトボール場
- 長崎市営陸上競技場
- 長崎市民総合プール
- 英進館長崎校
- 平和公園